# ABKCO Records
ABKCO Music & Records, Inc est un label discographique américain fondé par Allen Klein, manager d'artistes tels que Bobby Darin et Sam Cooke puis, plus tard, les Rolling Stones et les Beatles. ABKCO est l'acronyme de « Allen & Betty Klein and COmpany ».
Aujourd'hui, ABKCO possède le catalogue des enregistrements effectués par Sam Cooke, The Rolling Stones, The Animals, Herman's Hermits, Marianne Faithfull et The Kinks ainsi que les enregistrements d'artistes tels que Chubby Checker, Bobby Rydell, ? & the Mysterians et Dee Dee Sharp.
La division d'édition gère les droits d'auteur de plus de deux mille chansons composées par Mick Jagger et Keith Richards, Sam Cooke, Bobby Womack, Ray Davies, Pete Townshend etc.